# Armando Editore
Armando Editore è una casa editrice italiana che prende il nome dal Professor Armando Armando, docente e intellettuale romano che la fondò a Roma alla fine degli anni '40 del novecento.
Armando Editore è da sempre specializzata nelle scienze umane e sociali, prevalentemente in ambito psicopedagogico, della comunicazione e nella critica letteraria. Per alcuni ambiti come la saggistica accademica e le poesie offre servizi di editoria a pagamento.

## Storia
Dagli anni Cinquanta, la casa editrice Armando è operativa e nota nel settore pedagogico-didattico, in cui si segnalò per la collana "Educazione comparata", tutt'oggi attiva.  Realizzò con pubblicazioni varie sinergie internazionali conoscitive e divulgative con l'UNESCO e l'OCSE.
Successivamente ha sviluppato diverse altre collane, psicologia, sociologia, antropologia, filosofia, linguistica, medicina, comunicazione, critica letteraria, Classici, e altre, curate da autorevoli ricercatori e accademici italiani, pubblicando celebri autori italiani e stranieri. Alcuni quasi in anteprima, quali Donald Winnicott, Karl Popper, Paul K. Feyerabend, Marshall McLuhan, avviando in Italia importanti dibattiti per la Psicologia; la psicoanalisi; la filosofia della scienza, i Mass Media e le nuove tecnologie.
La storica libreria di via della Gensola 61, a Roma, diretta da Aquileio Claudio Malfatto,  era frequentata da buona parte dei migliori docenti delle principali materie umanistiche, costituendo un centro culturale che durante gli anni dal '60, '70, '80 e '90 ha ravvivato il dibattito pedagogico e didattico italiano.
Dagli anni Ottanta e Novanta, la Casa editrice,  ora solo Armando Editore,  è curata da Enrico Iacometti e da Bianca Spadolini.
Armando editore cura e pubblica anche diverse riviste nell'ambito generale delle scienze dell'educazione e della formazione: Prospettiva EP, fondata da Mario Mencarelli, Nuova Rivista di Psichiatria dell'Infanzia e dell'Adolescenza, curata da Gabriel Levi; il Bollettino As.Pe.I., dell'Associazione Pedagogica Italiana e una collana di eBook professionali.

## Catalogo
Tra gli autori pubblicati: Jerome Bruner, Wilfred Bion, Harold Bloom, Émile Durkheim, Ernst Cassirer, John Eccles, Erik Erikson, Paul K. Feyerabend, Gianpiero Gamaleri, Jean Piaget, Niklas Luhmann, Marshall McLuhan, Karl Popper, Willard Van Orman Quine, Paul Ricœur, Georg Simmel, Victor Smirnoff, Max Weber, Donald Winnicott, Aldo Onorati, Benedetta Cosmi, Gionata Bernasconi, Alain Badiou, Pierre Moniz-Barreto.

## Controversie giudiziarie
Il volume "Leonarda Cianciulli - La Saponificatrice. Nuove indagini e rivelazioni sul 'mostro' di Correggio", pubblicato nella collana Crimini & Criminali e firmato a quattro mani dal professor Vincenzo Maria Mastronardi della "Sapienza" di Roma e dal giornalista pubblicista Fabio Sanvitale, è stato condannato in sede penale per violazione della legge sul diritto d'autore (plagio letterario del testo inedito di altro autore sulla figura di Leonarda Cianciulli detta 'la Saponificatrice di Correggio'). «Il volume condannato al palagiustizia del Riello si intitola “Leonarda Cianciulli – La Saponificatrice. Nuove indagini e rivelazioni sul ‘mostro’ di Correggio”, firmato a quattro mani dal giornalista Fabio Sanvitale e dal professore della “Sapienza” Vincenzo Mastronardi e pubblicato nel 2010 da Armando Editore di Roma».